# Грушковка (Катеринопольский район)
Грушковка (укр. Грушківка) — село в Катеринопольском районе Черкасской области Украины.
Население по переписи 2001 года составляло 317 человек. Почтовый индекс — 20510. Телефонный код — 4742.

## Местный совет
20510, Черкасская обл., Катеринопольский р-н, c. Окнино